# Hooks (Texas)
Hooks ist eine Stadt im Bowie County im US-amerikanischen Bundesstaat Texas. Auf einer Fläche von knapp 5,3 Quadratkilometern leben 2588 Menschen (Stand: 2020).
Hooks ist Teil der sozioökonomischen Region Ark-La-Tex, die Teile der vier Bundesstaaten Arkansas, Louisiana, Oklahoma und Texas umfasst.

## Geographie
Hooks liegt im Nordosten des Bundesstaates Texas, etwa 10 Kilometer von der nördlichen und 14 Kilometer von der östlichen Grenze zu Arkansas entfernt. Nur wenige Kilometer entfernt verläuft einer der längsten Flüsse der Welt, der Red River, der im westlichen Texas entspringt und nach über 2000 Kilometern in den Atchafalaya River mündet. Knapp 15 Kilometer südlich der Stadt erstreckt sich der etwa 82 Quadratkilometer große Wright Patman Lake.
Nahegelegene Städte sind unter anderem New Boston (8 km westlich), Texarkana in Texas (10 km östlich), Maud (14 km südlich), Redwater (16 km südlich), Texarkana in Arkansas (20 km östlich) und De Kalb (28 km westlich). Nächste große Stadt ist mit etwa 1,2 Millionen Einwohnern das etwa 220 Kilometer südwestlich entfernt gelegene Dallas.
Direkt südlich der Stadtgrenze schließt sich das 73 Quadratkilometer große Red River Army Depot der United States Army an.

## Verkehr
Entlang der südlichen Grenze der Stadt verläuft der U.S. Highway 82, der auf einer Länge von fast 2600 Kilometern von New Mexico bis an die Ostküste führt. Entlang der nördlichen Stadtgrenze verläuft außerdem der Interstate 30, der auf 590 Kilometern von Texas nach Arkansas führt.

## Demographie
Die Volkszählung 2000 ergab eine Bevölkerungszahl von 2973, verteilt auf 1215 Haushalte und 840 Familien. Die Bevölkerungsdichte betrug etwa 557 Personen pro Quadratkilometer. 84,0 % der Bevölkerung waren Weiße, 10,1 % Schwarze, 1,0 % Indianer, 0,4 % Asiaten und 0,1 % Pazifische Insulaner. 1,5 % entstammten einer anderen Ethnizität, 2,9 % hatten zwei oder mehr Ethnizitäten, 3,0 % waren Hispanics oder Lateinamerikaner jedweder Ethnizität. Das Durchschnittsalter lag bei 35 Jahren. Auf 100 Frauen kamen etwa 86,6 Männer. Das Pro-Kopf-Einkommen betrug weniger als 15.500 US-Dollar, womit etwa 17 % der Bevölkerung unterhalb der Armutsgrenze lebten.
Bis zur Volkszählung 2010 sank die Einwohnerzahl auf 2769.